# 日本海カントリークラブ
日本海カントリークラブは、新潟県胎内市に所在するゴルフ場。

## コース概要
コース規模
27 H / RT 10422 Y / P 108
グリーン
ベントの1グリーン
設計者
大久保昌

## 所在地
- 新潟県胎内市荒井浜528-3

## アクセス
- 新潟市内より約45㎞　約40分
- 日本海東北自動車道荒川胎内I.C